# Cycas micronesica
Cycas micronesica es una especie de Cycadopsida del género Cycas, de la familia Cycadaceae, del orden Cycadales.

## Distribución
Cycas micronesica se distribuye por Guam, Micronesia (Yap), Northern Mariana Islands (Rota), Palau.

## Taxonomía
Fue descrita científicamente por el botánico australiano Kenneth D. Hill. Fue publicado por primera vez en  Australian Systematic Botany  7(6): 554-556, fig. 10. en 1994.